# Bernsteinpolynom
Die Bernsteinpolynome (nach Sergei Natanowitsch Bernstein) sind eine besondere Familie reeller Polynome mit ganzzahligen Koeffizienten.

## Nutzen und Geschichte
Die Bernsteinpolynome haben ihren Ursprung in der Approximationstheorie. Mit ihrer Hilfe konnte ihr Entdecker Bernstein im Jahre 1911 einen konstruktiven Beweis für den Approximationssatz von Weierstraß angeben. Ende der 1950er Jahre gab es erste Versuche, auf Bernsteinpolynomen basierende Methoden im Design von Kurven und Flächen einzusetzen. Paul de Faget de Casteljau bei Citroën und Pierre Bézier bei Renault nutzten die Bernsteinpolynome bei ihrer Entwicklung von Bézierkurven und legten damit den Grundstein des heutigen Computer Aided Design (CAD).

## Definition
Für {\displaystyle n\in \mathbb {N} _{0}} heißen die reellen Polynome
{\displaystyle B_{i,n}\colon \mathbb {R} \to \mathbb {R} ,\;t\mapsto {n \choose i}\,t^{i}\,(1-t)^{n-i}}
(mit {\displaystyle 0\leq i\leq n}) die Bernsteinpolynome vom Grad {\displaystyle n}.
Durch affine Transformation (Abbildung des Intervalls {\displaystyle [0,1]} auf ein beliebiges Intervall {\displaystyle [a,b]}) erhält man die verallgemeinerten Bernsteinpolynome
{\displaystyle B_{i,n}^{[a,b]}\colon \mathbb {R} \to \mathbb {R} ,\;t\mapsto {\frac {1}{(b-a)^{n}}}{n \choose i}(t-a)^{i}\,(b-t)^{n-i}}.
Dabei bezeichnet
{\displaystyle {n \choose i}={\frac {n!}{i!(n-i)!}}}
den Binomialkoeffizienten.

## Beispiel
Die folgende Abbildung zeigt die Bernsteinpolynome {\displaystyle B_{i,4}}, {\displaystyle 0\leq i\leq 4} vom Grad {\displaystyle 4}:

## Eigenschaften
Die Bernsteinpolynome bezüglich des Intervalls {\displaystyle [0,1]} haben folgende Eigenschaften:
- Basiseigenschaft: Die Bernsteinpolynome {\displaystyle \{B_{i,n}:0\leq i\leq n\}} sind linear unabhängig und bilden eine Basis von {\displaystyle \Pi _{n}}, dem Raum der Polynome vom Grad kleiner oder gleich {\displaystyle n}.
- Positivität:
{\displaystyle B_{i,n}(t)>0} für alle {\displaystyle t\in (0,1)}.
- Extrema: {\displaystyle B_{i,n}} besitzt im Intervall {\displaystyle [0,1]} genau ein (absolutes) Maximum. Es befindet sich an der Stelle {\displaystyle t={\frac {i}{n}}}. Man erhält insbesondere: 
{\displaystyle B_{0,n}(0)=B_{n,n}(1)=1}
- Zerlegung der Eins (auch Partition der Eins):
{\displaystyle \sum _{i=0}^{n}B_{i,n}(t)=\sum _{i=0}^{n}{n \choose i}t^{i}(1-t)^{n-i}=1}

(Ergibt sich mit Hilfe des binomischen Lehrsatzes aus {\displaystyle (t+(1-t))^{n}}.)
- Symmetrie:
{\displaystyle B_{i,n}(t)=B_{n-i,n}(1-t)}
- Rekursionsformel:
{\displaystyle B_{i,n}(t)=(1-t)\cdot B_{i,n-1}(t)+t\cdot B_{i-1,n-1}(t)}, mit der Definition
{\displaystyle B_{i,n}:=0} für {\displaystyle i<0} oder {\displaystyle i>n}
{\displaystyle B_{0,0}:=1}
- Gradanhebung:
{\displaystyle B_{i,n}(t)={\frac {i+1}{n+1}}\cdot B_{i+1,n+1}(t)+{\frac {n+1-i}{n+1}}\cdot B_{i,n+1}(t)}
- Ableitungen:
{\displaystyle B'_{i,n}(t)=n\left[B_{i-1,n-1}(t)-B_{i,n-1}(t)\right]}, mit der Definition
{\displaystyle B_{-1,n-1}=B_{n,n-1}:=0}
- Stammfunktion:
{\displaystyle \int B_{i,n}\!\left(t\right)dt={\frac {1}{n+1}}\sum \limits _{k=i+1}^{n+1}B_{k,n+1}\!\left(t\right)}

## Approximation durch Bernsteinpolynome
Für eine Funktion {\displaystyle f\colon [0,1]\to \mathbb {R} } heißt das durch
{\displaystyle B_{n}(f)(t)=\sum _{i=0}^{n}B_{i,n}(t)\cdot f\left({\frac {i}{n}}\right)}
definierte Polynom {\displaystyle B_{n}(f)} das {\displaystyle n}-te Bernsteinpolynom der Funktion {\displaystyle f}.
Ist {\displaystyle f} eine stetige Funktion auf dem Intervall {\displaystyle [0,1]}, so konvergiert die Folge ihrer Bernsteinpolynome {\displaystyle B_{n}(f)} gleichmäßig gegen {\displaystyle f}.
Der Beweis dieses Satzes kann mit Hilfe des schwachen Gesetzes der Großen Zahlen oder des Satzes von Korowkin durchgeführt werden.